# Championnat du Botswana de football 2011-2012
Navigation
Saison précédente Saison suivante
La saison 2011-2012 du Championnat du Botswana de football est la quarante-septième édition du championnat de première division au Botswana. Les seize meilleures équipes du pays sont regroupées au sein d’une poule unique où ils s’affrontent deux fois au cours de la saison, à domicile et à l’extérieur. En fin de saison, les trois derniers du classement sont relégués et remplacés par les trois meilleurs clubs de deuxième division.
C'est le club de Mochudi Centre Chiefs qui est sacré cette saison après avoir terminé en tête du classement final, avec vingt points d’avance sur Botswana Meat Commission FC et vingt-et-un sur le duo Township Rollers-Gaborone United. Il s’agit du second titre de champion du Botswana de l’histoire du club après celui remporté en 2008.

## Qualifications continentales
Le champion du Botswana se qualifie pour la Ligue des champions de la CAF 2013 tandis que le vainqueur de la coupe nationale obtient son billet pour la Coupe de la confédération 2013.

## Les clubs participants
| - Township Rollers - Police XI - Mochudi Centre Chiefs - Mogoditshane Fighters - Promu de D2 - FC Satmos - Promu de D2 - Notwane FC - Botswana Defence Force XI - Great North Tigers FC - Promu de D2 | - ECCO City Green - Nico United - Miscellanous FC - Botswana Meat Commission FC - LCS Extension Gunners - Gaborone United - TAFIC FC - União Flamengo Santos |

## Compétition
Le barème utilisé pour établir le classement est le suivant :
- Victoire : 3 points
- Match nul : 1 point
- Défaite : 0 point

### Classement
| Rang | Équipe                      | Pts | J  | G  | N | P  | Bp | Bc | Diff |
| ---- | --------------------------- | --- | -- | -- | - | -- | -- | -- | ---- |
| 1    | Mochudi Centre Chiefs       | 78  | 30 | 25 | 3 | 2  | 96 | 26 | +70  |
| 2    | Botswana Meat Commission FC | 58  | 30 | 17 | 7 | 6  | 35 | 21 | +14  |
| 3    | Township RollersT           | 57  | 30 | 16 | 9 | 5  | 57 | 24 | +33  |
| 4    | Gaborone UnitedC            | 57  | 30 | 17 | 6 | 7  | 60 | 33 | +27  |
| 5    | Nico United                 | 52  | 30 | 16 | 4 | 10 | 57 | 41 | +16  |
| 6    | ECCO City Green             | 48  | 30 | 13 | 9 | 8  | 51 | 37 | +14  |
| 7    | Botswana Defence Force XI   | 48  | 30 | 14 | 6 | 10 | 41 | 36 | +5   |
| 8    | Mogoditshane FightersP      | 40  | 30 | 12 | 4 | 14 | 38 | 60 | -22  |
| 9    | LCS Extension Gunners       | 38  | 30 | 10 | 8 | 12 | 40 | 44 | -4   |
| 10   | Police XI                   | 36  | 30 | 9  | 9 | 12 | 35 | 48 | -13  |
| 11   | Miscellanous FC             | 34  | 30 | 11 | 1 | 18 | 34 | 52 | -18  |
| 12   | TAFIC FC                    | 33  | 30 | 9  | 6 | 5  | 40 | 53 | -13  |
| 13   | União Flamengo Santos       | 28  | 30 | 8  | 4 | 18 | 31 | 56 | -25  |
| 14   | Notwane FC                  | 26  | 30 | 8  | 2 | 20 | 35 | 51 | -16  |
| 15   | Great North Tigers FCP      | 26  | 30 | 6  | 8 | 16 | 22 | 49 | -27  |
| 16   | FC SatmosP                  | 16  | 30 | 4  | 4 | 22 | 33 | 74 | -41  |

|  | Qualification pour la Ligue des champions de la CAF 2013                  |
|  | Qualification pour la Coupe de la confédération 2013                      |
|  | Relégation directe en deuxième division                                   |
|  | Retrogradation directe en deuxième division pour raisons financières      |
|  | T : Tenant du titre C : Vainqueur de la Coupe du Botswana P : Promu de D2 |

## Bilan de la saison
| Championnat du Botswana de football 2011-2012 |                                  |
| Champion                                      | Mochudi Centre Chiefs (2e titre) |
| Coupes et trophées                            |                                  |
| Vainqueur de la Coupe du Botswana 2011-2012   | Gaborone United                  |
| Qualifications continentales                  |                                  |
| Ligue des champions de la CAF 2013            | Mochudi Centre Chiefs            |
| Coupe de la confédération 2013                | Gaborone United                  |
| Promotions et relégations                     |                                  |
| Promus en Premier League                      | Motlakase Power Dynamos          |
| Promus en Premier League                      | Botswana Railways Highlanders    |
| Promus en Premier League                      | Prisons XI                       |
| Relégués en Second Division                   | Police XI                        |
| Relégués en Second Division                   | Great North Tigers FC            |
| Relégués en Second Division                   | FC Satmos                        |